# Бегович, Ненад
Не́над Бе́гович (серб. Ненад Беговић; 6 января 1980, Белград, СФРЮ) — сербский футболист, защитник.

## Карьера
Воспитанник футбольной школы белградского ОФК. Во время выступления за молодёжные команды ОФК несколько раз привлекался в юношеские и молодёжные сборные Сербии. Затем подписал контракт с клубом «Младеновац». После успешного сезона перешёл во французский «Сет», в котором провёл один год. В 2006 году провёл один сезон за словенский «Интерблок», позже выступал за швейцарский «Больм» и казахстанский «Кайрат». В 2008 году выступал в составе «Луча-Энергии» из Владивостока.